# Scorpio trarasensis
Espèce
Synonymes
- Scorpio maurus trarasensis Bouisset & Larrouy, 1962

Scorpio trarasensis est une espèce de scorpions de la famille des Scorpionidae.

## Distribution
Cette espèce est endémique de la wilaya de Tlemcen en Algérie. Elle se rencontre dans le massif des Trara et les monts de Tlemcen.

## Description
La femelle syntype mesure 68 mm.
Le mâle néotype mesure 54 mm.
Scorpio trarasensis mesure de 54 mm à 68 mm.

## Systématique et taxinomie
Cette espèce a été décrite sous le protonyme Scorpio maurus trarasensis par Bouisset et Larrouy en 1962. Elle est placée en synonymie avec Scorpio maurus par Kovařík en 2009. Elle est relevée de synonymie et élevée au rang d'espèce par Ythier, Sadine, Bengaid et Lourenço en 2024.
La série type étant considérée comme perdue, un néotype est désigné par Ythier, Ait Hammou, El Bouhissi et Mairif en 2025.

## Étymologie
Son nom d'espèce, composé de trara(s) et du suffixe latin -ensis, « qui vit dans, qui habite », lui a été donné en référence au lieu de sa découverte, le massif des Trara.

## Publication originale
- Bouisset & Larrouy, 1962 : « Une nouvelle sous-espèce de Scorpio maurus du Nord-Ouest Oranais. » Bulletin de la Société d’Histoire Naturelle de Toulouse, vol. 97, p. 316-322.